# Parafia św. Macieja Apostoła w Trzebicku
Parafia Świętego Macieja Apostoła w Trzebicku – parafia rzymskokatolicka, znajdująca się w diecezji kaliskiej, w dekanacie Zduny.

## Proboszczowie
- ks. Bogdan Sowiński (2014–2024)[2]
- ks. Tomasz Jakubowski (2025–  )[3], 2024– 2025 administrator[1]